# ТЕС Рієка
ТЕС Рієка — теплова електростанція в Хорватії.
У 1979 році на майданчику станції став до ладу один енергоблок з конденсаційною турбіною потужністю 320 МВт. Його особливістю була здатність швидко регулювати фактичне навантаження в діапазоні від 25 % до 100 %, що дозволяло брати участь у збалансуванні енергосистеми.
Як паливо станція споживає мазут, котрий може постачатись із розташованого поблизу нафтопереробного заводу. На початку 2010-х в умовах зростання цін на нафту ТЕС зупинили через нерентабельність (станом на 2013-й вона простоювала вже два роки). Можливим виходом з ситуації є переведення станції на природний газ (повз Рієку проходить газопровід Пула — Карловац, а в 2021-му неподалік почав роботу термінал для імпорту ЗПГ на острові Крк) або створення на її майданчику більш ефективного комбінованого парогазового циклу.
Для видалення продуктів згоряння звели димар, який спирається на приміщення котельні та досягає висоти у 250 метрів.
Охолодження організували з використанням морської води.
Для видачі продукції спорудили ЛЕП, розраховану на роботу під напругою 220 кВ.